# Biały Dwór (Brachlewo)
Biały Dwór (Bystrzec, niem. Weißhof) – część wsi Brachlewo w Polsce położona w województwie pomorskim, w powiecie kwidzyńskim, w gminie Kwidzyn.
Miejscowość leży przy drodze wojewódzkiej nr 529.
W latach 1975–1998 miejscowość administracyjnie należała do województwa elbląskiego.

## Zabytki
Według rejestru zabytków NID na listę zabytków wpisany jest zameczek, XVII, XIX w., nr rej.: 12/N/59 z 10.11.1959.
Zameczek Bystrzec został wybudowany pod koniec XV w., przebudowywany w XVI i XIX w. Jest to budynek parterowy, nakryty wysokim dachem typu polskiego. Posadowiony na gotyckich piwnicach, posiada dwie warowne wieżyczki strzelnicze.